# Великодвірське сільське поселення
Великодвірське сільське поселення — муніципальне утворення у складі Бокситогорського району Ленінградської області. Адміністративний центр — присілок Великий Двір. На території поселення знаходяться 49 населених пунктів.

## Склад
В склад поселення входять такі населені пункти — 41 присілок, 6 селищ, 2 хутори:
| Населений пункт       | Тип нп   | Населення, осіб (2012) |
| --------------------- | -------- | ---------------------- |
| Великий Двір          | присілок | 1139                   |
| Астрачі               | присілок | 29                     |
| Баламутово            | присілок | 0                      |
| Білий Бір             | присілок | 1                      |
| Бєрєдніково           | присілок | 4                      |
| Борисово              | присілок | 8                      |
| Борки                 | присілок | 16                     |
| Бурково               | присілок | 6 осіб                 |
| Васілєво              | присілок | 4                      |
| Великий Двір          | присілок | 27                     |
| Вєрєтьє               | присілок | 46                     |
| Врачово               | присілок | 11                     |
| Галично               | присілок | 51                     |
| Горелуха              | присілок | 15                     |
| Горушка               | присілок | 3                      |
| Дерева                | присілок | 9                      |
| Димі                  | присілок | 202                    |
| Запілля               | присілок | 6                      |
| Заріччя               | присілок | 7                      |
| Зинов'я Гора          | присілок | 49                     |
| Червоний Броньовик    | селище   | 1                      |
| Ленінградський Шлюз   | хутір    | 3                      |
| Малий Ручей           | присілок | 1                      |
| Масляна Гора          | присілок | 0                      |
| Мінєцкоє              | присілок | 3                      |
| Михайлівські Кінці    | присілок | 13                     |
| Мулєво                | присілок | 0                      |
| Новинка               | присілок | 3                      |
| Олонецький Шлюз       | хутір    | 0                      |
| Орловський Шлюз       | селище   | 11                     |
| Острів                | присілок | 1                      |
| Павловські Кінці      | присілок | 27                     |
| Падіхіно              | присілок | 17                     |
| Поріг                 | присілок | 0                      |
| Рибєжка               | присілок | 1                      |
| Селіще                | присілок | 4                      |
| Сіненка               | присілок | 7                      |
| Астрачі               | селище   | 5                      |
| Великий Двір          | селище   | 16                     |
| Димі                  | селище   | 10                     |
| Старина               | присілок | 5                      |
| Труфаново             | присілок | 17                     |
| Турково               | присілок | 7                      |
| Турлинський Лісопункт | селище   | 0                      |
| Ульяновщина           | присілок | 10                     |
| Усадище-Димі          | присілок | 2                      |
| Хітінічі              | присілок | 4                      |
| Черніци               | присілок | 23                     |
| Яковлево              | присілок | 33                     |